# Nagy Medve csillagkép

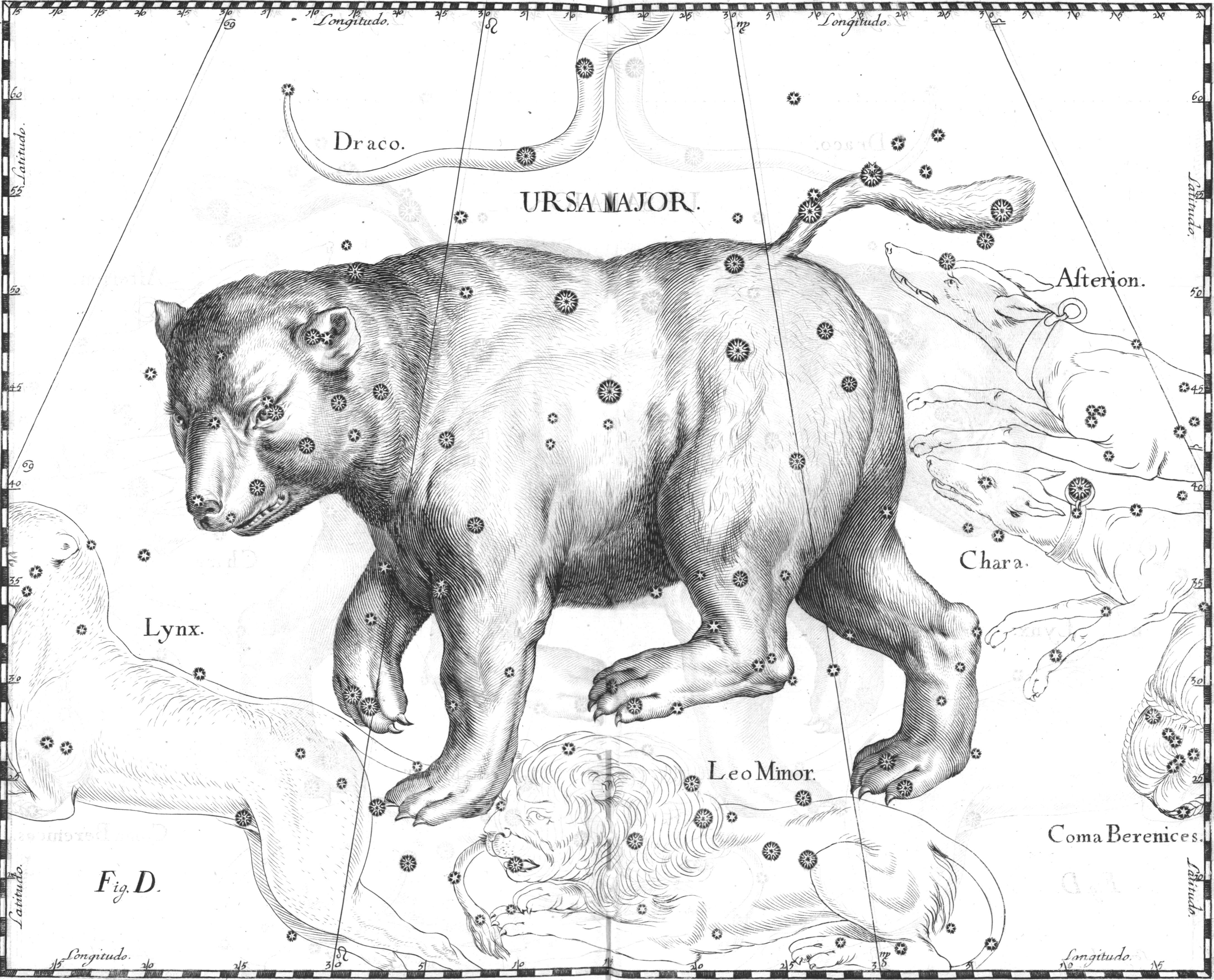
A Nagy Medve Hevelius csillagtérképén

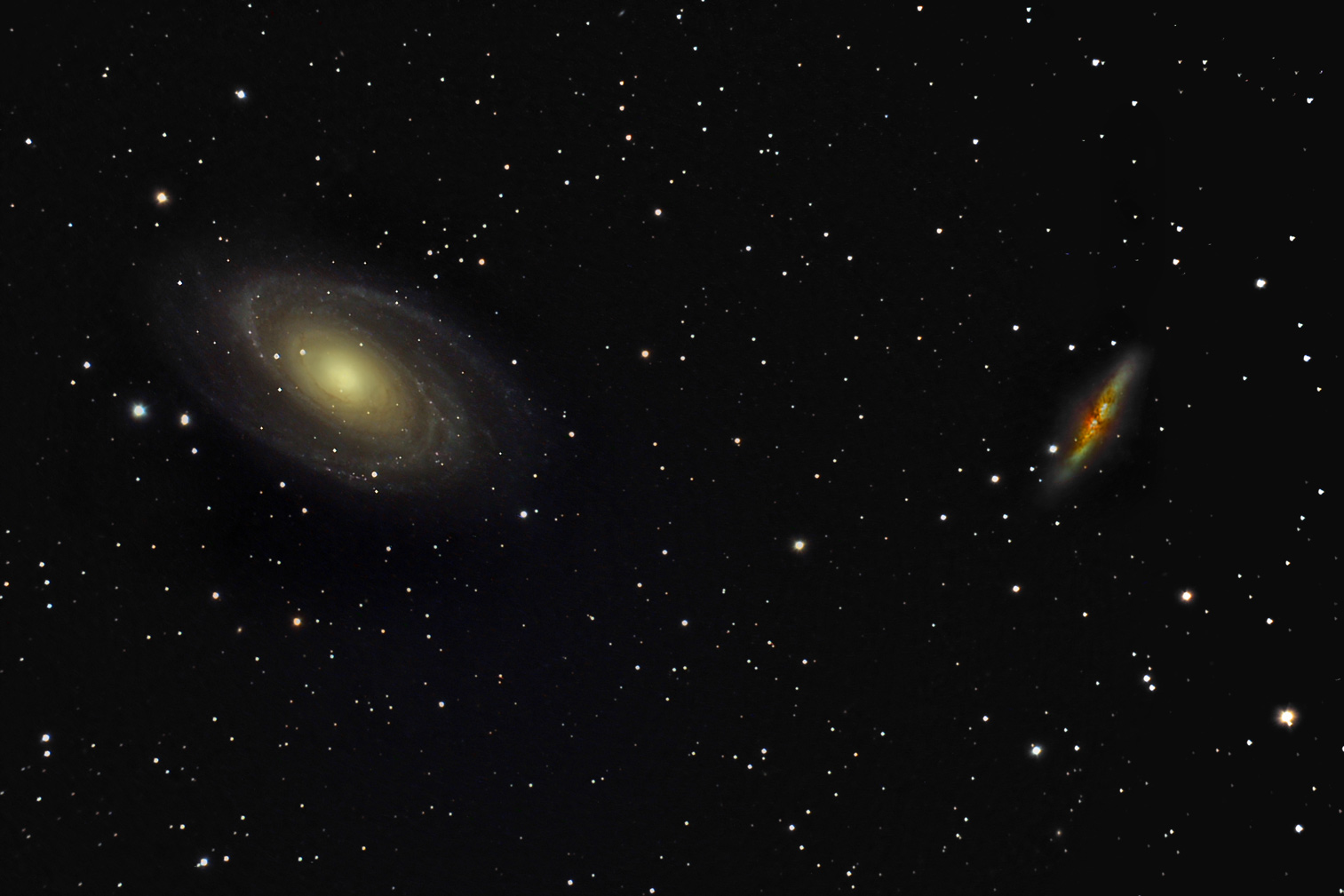
Az M81-M82 galaxispár a Nagy Medve leglátványosabb mélyég-objektumai

A Nagy Medve (latinul: Ursa Major) egy csillagkép, melynek hét legfényesebb csillaga alkotja a Göncölszekeret.

## Látnivalók

### Csillagok
- α Ursae Maioris a Dubhe (medve) nevet viseli. 1,8 magnitúdó fényes, K0 színképtípusú vörös óriás, 124 fényév távolságra van a Földtől, és 226-szor fényesebb a Napnál. Tőle 0,6 szögmásodperc távolságra egy kísérőcsillag található, ami a főcsillagot 44 év alatt kerüli meg.
- β Ursae Maioris neve Merak (ágyék). Látszó fényessége 2,4 magnitúdó. 79 fényévre van. Abszolút fényessége a Napénak 57-szerese.
- γ Ursae Maioris neve Phecda (lábszár). Látszólagos fényessége 2,5 magnitúdó, valójában 59-szer fényesebb a Napnál. Távolsága 84 fényév.
- δ Ursae Maioris - Megrez (comb): mintegy 80 fényévnyire lévő, 3,3 m-s, fehér színű csillag. A leghalványabb a hét csillag közül, a navigációs és a csillagászati szürkület közötti átmenetben jelenik meg esténként, illetve tűnik el hajnalonta.
- ε Ursae Maioris - Alioth (farok): 1,76 magnitúdójú, kékesfehér csillag. A csillagkép legfényesebb csillaga.
- ζ Ursae Maioris - Mizar: fényrendje 2m,2, hármas rendszer.
- η Ursae Maioris: Alkaid: a medve farka végén lévő, 1,85 magnitúdós csillag.
- 80 Ursae Maioris - Alcor (lovas): 4m-s csillag, amely a Mizarral együtt optikai kettőst alkot.
- ο Ursae Maioris: A medve fejét alkotja, a Göncölszekér hét csillagán kívüli csillagok közül a legfényesebb.

A „szekér” rúdjának három csillaga közül a középső a Mizar (ζ Ursae Maioris). Mellette látható az Alcor (80 Ursae Maioris), (népi magyar nevei: Lovas, Béres, Kisbéres, Kisbojtár, Kocsis, Ostoros, Hüvelypici), ami olyan halvány, hogy csak nehezen lehet észrevenni a fényes Mizar mellett. Az ókori Rómában azzal tesztelték az újoncjelöltek látását a hadseregben, hogy látják-e az Alcort. Aki nem látta, azt nem vették fel legionáriusnak. De a magyar pásztoremberek is sokszor „ugratták” azzal a bojtárjukat, hogy vajon látja-e az égen a cimboráját? Ezzel egyben meggyőződhettek a szemük élességéről is.

### Mélyég-objektumok
- Messier 40 (Winnecke 4): kettőscsillag
- Messier 81: Sb típusú spirálgalaxis
- Messier 82: szabálytalan alakú galaxis, erős rádióforrás
- Messier 97 (Bagoly-köd): planetáris köd
- Messier 101: Sc típusú spirális galaxis
- Messier 108: Sc típusú spirális galaxis
- Messier 109: SBc típusú spirális galaxis
- NGC 3077: galaxis

## A csillagkép láthatósága
A csillagkép hét legfényesebb csillaga, a Göncölszekér Magyarország földrajzi szélességéről nézve cirkumpoláris, azaz mindig a horizont fölött van. Ősszel figyelhető meg legkevésbé, ilyenkor az északi horizont közelében található. A szekér látszólag ilyenkor a kerekén áll. Télen az északkeleti horizont fölött áll a szekér a rúdján. Tavasszal magasan a horizont felett, fejjel lefelé látható, míg nyáron magasan az égen, a két hátsó csillagán (α és β) állva figyelhető meg. A medve lábait alkotó csillagok már nem cirkumpolárisak, nyár végén és ősszel a horizont alá süllyednek rövid időre, de például Skandinávia szélességéről már a teljes csillagkép cirkumpoláris.

## Története, mitológia
Neve a görög mitológiából ered. Kallisztó nimfa hiába tett szüzességi fogadalmat, nem tudott ellenállni Zeusznak. A kapcsolatból fiú született, a neve Arkasz. Zeusz felesége, Héra istennő meg akarta ölni a nimfát, de Zeusz az égre helyezte Kallisztót a fiával együtt, ők a Nagy- és a Kis Medve. Héra istennő még a halott vetélytársnőjére is haragudott, és kijárta, hogy az anya és fia soha ne fürödhessenek meg a hűsítő óceánban (a két csillagkép a valóságban is cirkumpoláris).
A magyar kultúrkörben Nagy Medve hét csillagából a középső, legfényesebb rész a Göncölszekér. A magyar mondavilágban Göncöl egy csodatevő táltos volt, értett az állatok nyelvén, ismerte a gyógyfüveket, betegeket gyógyított. Amikor eltörött a szekerének a kereke, hiába várt segítséget az emberektől, ezért a szekérrel együtt az égbe repült. Más monda úgy tartja, hogy Göncöl az ég kapuőre, csak ő engedhet bárkit az Öregisten elé, de egyesek úgy tartották, hogy ő maga az Öregisten. További magyar nevei: Angyalok hintója, Benceszekér, Csíkiszekér, Denceszekér, Döncőszekér, Gönciszekér, Illés szekere, Jancsika szekere, Jób szekere, Kincseő szekeri, Köncölszekér, Küncőszekér, Ökörszekér, Ördögszekér, Szekércsillag, Szent János szekere, Szent Péter szekere, Társzekér, Venceszekér. A göncöl szó etimológiája szerint a török kön (bőr, cserzett bőr) szóval lehet rokon.
Ezt a csillagképrészletet nem csak Magyarországon illetik külön névvel. Észak-Amerikában Big Dipper, az Egyesült Királyságban Plough vagy Charles's Wain a neve, de ismerik Skandináviában (Karlavagnen), Németországban (Großer Wagen), vend nyelven (muravidéki szlovén) kolčica, Romániában (Carul Mare) és a hindu csillagászatban is, a Biblia is említi, mint a 'hét csillagot' (Ámosz 5:8).
Az irokéz indiánok „Medvevadászat” néven ismerték. A „szekér” tengelyét alkotó három csillag volt a három vadász, a maradék négy a medvék (vagy a medve), melyeket a vadászok folyamatosan kergetnek az északi égi pólus körül (a Föld tengely körüli forgása miatt). Az indián legenda azt valószínűsíti, hogy a Nagy Medve a legrégebbi, külön névvel rendelkező csillagkép, mivel a Föld népeinek nagy része hasonló formában ismeri, a történészek szerint a hozzá kapcsolódó legenda legalább 30 000 éves.